# Władimir Benski
Władimir Stiepanowicz Benski, (ros.) Владимир Степанович Бенский (ur. 19 maja?/31 maja 1895 w Kulikowce w rejonie penzeńskim, zm. 1968) – generał major Armii Czerwonej, generał dywizji Wojska Polskiego.

## Życiorys
Skończył szkołę średnią i zaliczył rok studiów. W październiku 1918 wstąpił do Armii Czerwonej. Walczył na froncie wschodnim m.in. jako dowódca kompanii w pułku piechoty. W lutym 1919 został ranny. Po wyleczeniu w marcu został dowódcą kompanii samodzielnego batalionu robotniczego. Od kwietnia 1920 dowódca samodzielnej kompanii karnej, a od listopada 1920 – samodzielnej kompanii wartowniczej. Od lipca 1921 adiutant dowódcy pułku, a od maja 1922 adiutant komendanta garnizonu. Od sierpnia 1922 szef sztabu pułku piechoty w Penzie, a od listopada 1924 dowódca batalionu w tym pułku. W marcu 1939 został szefem sztabu 63 Korpusu Piechoty. 1 października 1940 roku został mianowany generałem majorem. W czasie II wojny światowej był między innymi szefem sztabu 40 Armii (luty – kwiecień 1943) i 69 Armii.
W okresie od 15 lipca 1949 roku do 6 listopada 1956 roku pełnił służbę w Wojsku Polskim na stanowisku szefa Oddziału VI Sztabu Generalnego, a od 1951 roku zastępcy szefa Sztabu Generalnego do spraw organizacyjno-mobilizacyjnych. 12 sierpnia 1955 roku został mianowany generałem porucznikiem. W listopadzie 1956 roku powrócił do ZSRR.

## Ordery i odznaczenia
- Order Sztandaru Pracy I klasy (1956)
- Krzyż Komandorski Orderu Odrodzenia Polski (1954)
- Order Krzyża Grunwaldu III klasy (1946)
- Brązowy Medal „Siły Zbrojne w Służbie Ojczyzny” (1954)
- Order Wojny Ojczyźnianej I stopnia
- Order Czerwonego Sztandaru
- Order Czerwonej Gwiazdy
- Medal „Za zwycięstwo nad Niemcami w Wielkiej Wojnie Ojczyźnianej 1941–1945”
- Medal „Za zwycięstwo nad Japonią”
- Medal 30-lecia Armii Radzieckiej i Floty